# Vladimir Geptner
Vladimir Gueorguievitch Geptner (en russe : Владимир Георгиевич Гептнер), né le 22 juin 1901 à Moscou (Empire russe) et décédé le 5 juillet 1975 à Moscou (Union soviétique), est un zoologiste russe, spécialiste de la faune de l'Asie centrale. Il fut professeur de zoologie à l'université d'état de Moscou de 1934 à 1975. Il est le père du zoologiste russe Mikhaïl Vladimirovitch Geptner (1940-2002).

## Biographie
Né le 22 juin 1901 à Moscou dans une famille d'origine allemande,, Vladimir Geptner, orthographié Heptner dans de nombreuses références,,, a effectué ses études à l'Université d'État de Moscou. Diplômé en 1919, il se spécialise en zoologie et suit l'enseignement des zoologistes Sergueï Ognev et Grigori Kojevnikov.
En 1929, il devient curateur du département de mammalogie du muséum zoologique de l'université d'état de Moscou et professeur associé. Il est nommé professeur en 1934.
Considéré comme le leader des mammalogistes soviétiques de son temps, membre de nombreuses sociétés savantes, il est décédé le 5 juillet 1975,.

## Activité scientifique
Vladimir Geptner s'est principalement consacré à la systématique, à la zoogéographie et à l'évolution de la biologie des mammifères. Il a notamment étudié la faune d'Asie centrale et s'est particulièrement intéressé aux gerbilles. Une vingtaine d'espèces animales ont été nommées en son honneur et il a décrit lui-même environ 70 nouvelles espèces.

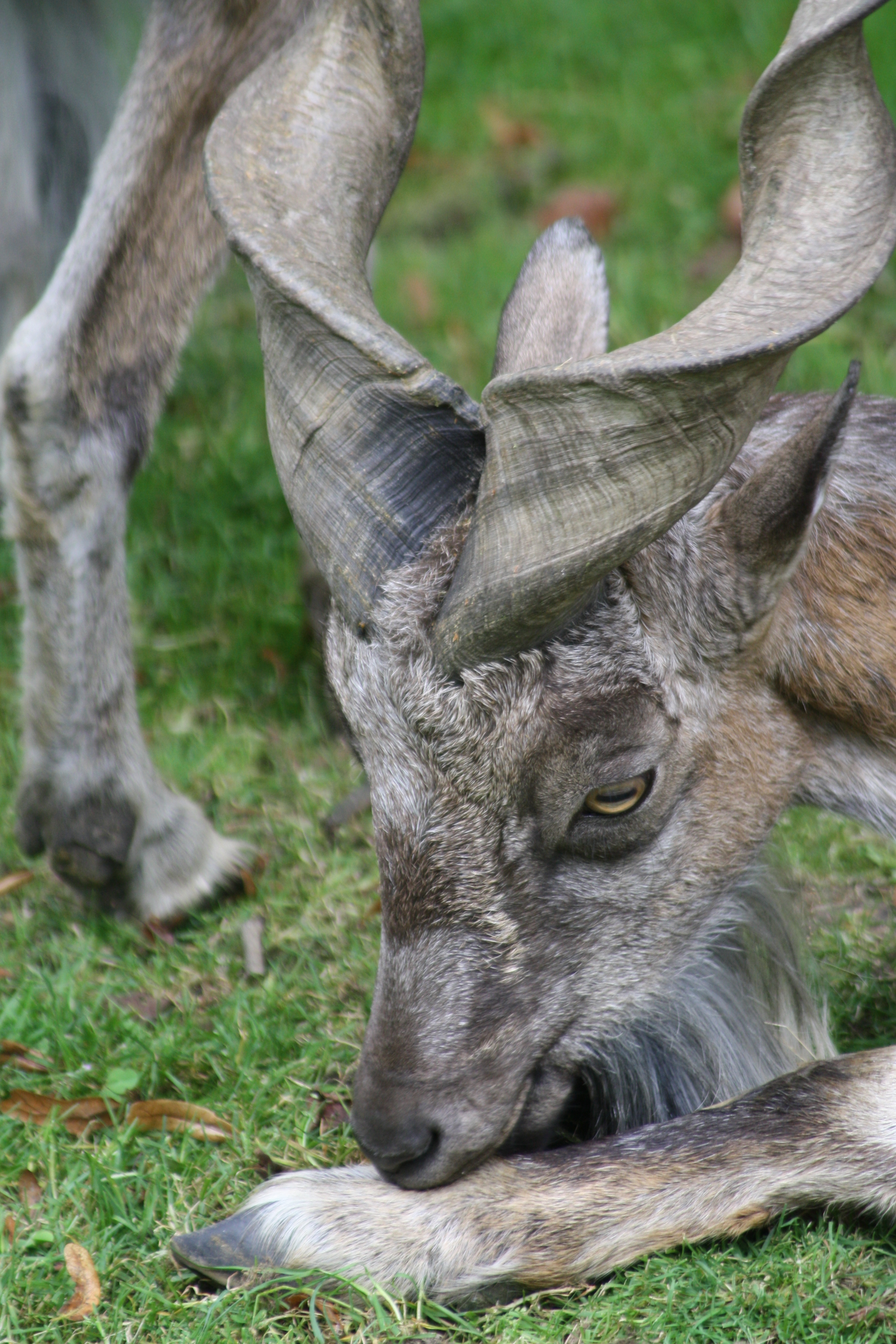
Capra falconeri heptneri Zalkin, 1945

En zoologie, l'orthographie Heptner fait référence. Le nom Heptner est donc utilisé comme nom d'auteur et heptneri comme latinisation faisant référence à Vladimir Geptner. 
Parmi les espèces décrites par Geptner, il est possible de citer quelques espèces de gerbilles comme Meriones zarudnyi Heptner, 1937 et Meriones vinogradovi Heptner, 1931, nommées en l'honneur des zoologistes russes Nikolaï Alexeïevitch Zaroudny et Boris Vinogradov. Vladimir Geptner a également décrit plusieurs sous-espèces de mammifères comme la sous-espèce de blaireau européen Meles meles severzovi Heptner, 1940, dénommée en l'honneur du naturaliste russe Nikolaï Alekseïevitch Severtsov, la sous-espèce de caracal Caracal caracal michaelis Heptner, 1945, la sous-espèce de pika afghan Ochotona rufescens shukurovoi Heptner, 1961 et la sous-espèce de mustélidé Mustela putorius mosquensis Heptner, 1966. Il est également le coauteur de la sous-espèce de Mésange azurée Cyanistes cyanus hyperrhiphaeus Dementiev & Heptner, 1932.
Plusieurs espèces et sous-espèces ont été nommées en l'honneur de Vladimir Geptner comme la gerbille pygmée d'Heptner Salpingotus heptneri Vorontsov & Smirnov, 1969, la sous-espèce de rapace Circaetus gallicus, Circaetus gallicus heptneri Dementiev, 1932, la sous-espèce de blaireau Meles meles heptneri Ognev, 1931, la sous-espèce de markhor Capra falconeri heptneri Zalkin, 1945 ou la sous-espèce de mustélidé Mustela nivalis heptneri Morozova-Turova, 1953. Cela est également le cas du cloporte Hemilepistus heptneri Borutzkii, 1945 et de l'acarien de la gerbille Neotrombicula heptneri Kudryashova, 1973.
Il est à noter que son fils, Mikhail Vladimirovich Geptner (1940-2002), également zoologiste, a lui-même décrit quelques espèces et que d'autres ont été nommées en son honneur avec l’épithète heptneri. L'abréviation Heptner utilisée en zoologie ne semble pas permettre de distinguer le père et le fils si ce n'est le fait que Mikhail Vladimirovich Geptner s'est consacré aux invertébrés marins. Mikhail Vladimirovich Geptner a ainsi décrit, entre autres, plusieurs espèces de crustacés des genres Paraeuchaeta et Lucicutia. D'autres espèces de crustacés marins ont été nommés en son honneur comme les copépodes Mesaiokeras heptneri Andronov, 1973, Rythabis heptneri Markhaseva & Ferrari, 2005  et Batheuchaeta heptneri Markhaseva, 1981 ou l'échinoderme Pourtalesia heptneri Mironov, 1978.

## Liste partielle de publications
- 1936 - Geptner, V.G. General zoogeography[10].
- 1945 - Geptner, V.G. Desert and Steppe Fauna of the Palearctic Region and Centers of Its Development[11].
- 1946 - Heptner, W.G. Notes sur les gerbillidae (Mammalia, Glires)[12].
- 1961 - Mammifères de l'Union soviétique (Mlekopitayushchie Sovetzkogo Soyuza). Moscou, 3 volumes.
- 1968 - Heptner, V.G. Some theoretical aspects of conceptions of subspecies, subspecies traits and borders of range by the example of geographical variability of two palearctic mammal species[13].